# Noma (malaltia)
La noma (del grec antic νομή - nomē 'difondre (úlceres)' lit. ‘pastures’, de νέμειν - nemein 'distribuir'), també coneguda com a cancrum oris o estomatitis gangrenosa, és una malaltia infecciosa gangrenosa que porta a una destrucció els teixits de la cara, especialment de la boca i de la galta.

## Causes
El noma és una infecció polimicrobiana, oportunista i ràpidament progressiva, que es produeix durant els períodes de compromís de la funció immune. Es creu que el Fusobacterium necrophorum i la Prevotella intermedia són els que tenen un paper clau en el procés i interaccionen amb un o més d'altres bacteris.

## Presentació i pronòstic

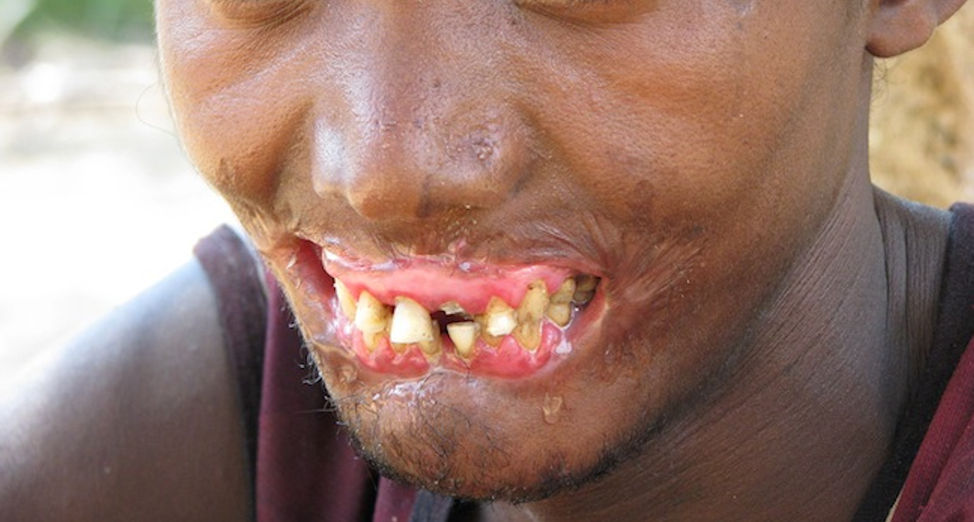
Un home afectat de noma

Es desenvolupen úlceres en les mucoses de la boca, d'evolució ràpida, indolora degeneració dels teixits arribant fins a l'os.
Quan la malaltia afecta els teixits dels genitals s'anomena noma pudend (vulvitis gangrenosa) o noma vulvar (llavis majors de la vulva).
La malaltia s'associa amb una elevada morbiditat i mortalitat i afecta principalment a nens menors de dotze anys als països més pobres de l'Àfrica. També es veuen afectats nens en Àsia i alguns països d'Amèrica del Sud. La majoria dels nens que contreuen la malaltia tenen entre dos i sis anys. L'OMS estima que 500.000 persones estan afectades, i que es presenten 140.000 nous casos cada any. Les estimacions diuen que el 80-90% dels casos de noma moren a causa de la malaltia.

## Tractament
La progressió de la malaltia es pot aturar amb l'ús d'antibiòtics i una millor nutrició, però, els seus efectes físics són permanents i poden requerir una cirurgia plàstica reconstructiva. La reconstrucció és en general molt difícil.